# Kampf um Rom II
Kampf um Rom II (Italiaans: La guerra per Roma II; Roemeens: Bătălia pentru Roma II) is een Duits-Italiaans-Roemeense sandalenfilm uit 1969 onder regie van Robert Siodmak. Het scenario is gebaseerd op de gelijknamige roman uit 1876 van de Duitse auteur Felix Dahn.

## Verhaal
Wanneer de Oost-Goten Rome aanvallen, weet Cethegus de aanvalsplannen te achterhalen. Hij wil zijn stad bevrijden en opnieuw een wereldmacht maken het Romeinse Rijk.

## Rolverdeling
| Acteur            | Personage          |
| ----------------- | ------------------ |
| Laurence Harvey   | Cethegus           |
| Orson Welles      | Keizer Justinianus |
| Sylva Koscina     | Keizerin Theodora  |
| Harriet Andersson | Mathaswintha       |
| Robert Hoffmann   | Totila             |
| Michael Dunn      | Narses             |
| Ingrid Boulting   | Julia              |
| Dieter Eppler     | Thorismund         |
| Lang Jeffries     | Belisarius         |
| Ewa Strömberg     | Rauthgundis        |